# Kajsa Kavat
Kajsa Kavat är en novell av den svenska barnboksförfattaren Astrid Lindgren. Den handlar om den fiktiva flickan Kajsa som bor hos sin mormor, och hjälper densamma med julstök och torgförsäljning. På grund av detta kom mormor att kalla henne Kajsa Kavat.

## Handling
Kajsa är ett hittebarn som en dag lämnades på farstutrappen hos en gammal dam. Damen tar hand om Kajsa, som växer upp till en rödblommig och mycket kavat flicka, som kallar damen för mormor. Mormor säljer polkagrisar på torget (som månglare), men en vecka före jul, mitt under julhandeln ramlar mormor och bryter benet. Hur ska det nu gå med alla julförberedelser? frågar sig mormor, vem ska sälja polkagrisar och skura golvet och ta hand om allt julstök nu? "Det ska jag", säger Kajsa Kavat, och så blir det. Men köpa en julklapp till sig själv, det kan hon faktiskt inte göra.

## Om sagan
Berättelsen om Kajsa Kavat gavs ut första gången 1950 i novellsamlingen med samma namn, illustrerad av Ingrid Vang Nyman. 1958 gavs den ut som sagobok med illustrationer av Ilon Wikland. Den senare har tryckts i flera nyutgåvor, den senaste (vilket är den åttonde) gavs ut 1989.

## Böcker
- 1950 - Kajsa Kavat (novellsamling)
- 1958 - Kajsa Kavat hjälper mormor (bilderbok)

## Film
- 1989 - Kajsa Kavat